# Нильсен, Йенс-Фредерик
Йенс-Фредерик Нильсен (дат. Jens-Frederik Nielsen; род. 22 июня 1991, Гренландия) — гренландский политический и государственный деятель, бадминтонист.  Председатель партии «Демокраатит» с 2020 года. Премьер-министр Гренландии с 28 марта 2025 года. Министр труда и минеральных ресурсов Гренландии (2020—2021). Депутат парламента Гренландии с 2021 года.

## Спортивная карьера
Представлял Гренландию на международных бадминтонных соревнованиях.

## Политическая карьера
В политике с 2014 года.
На партийном собрании 8 июня 2020 года, которое из-за пандемии COVID-19 прошло в режиме онлайн, единогласно избран председателем партии «Демокраатит» на безальтернативных выборах, сменил Нильса Томсена, который ушёл в отпуск по болезни из-за стресса из парламента в марте 2019 года и в ноябре полностью из политики. В его отсутствие заместитель председателя партии Ранди Вестергор Эвальдсен и заместитель председателя по организационным вопросам Ниви Ольсен совместно осуществляли повседневное управление. В июле Ранди Вестергор Эвальдсен ушла из политики. С тех пор Ниви Ольсен исполняла обязанности председателя.
29 мая 2020 года назначен министром труда и минеральных ресурсов Гренландии в коалиционном правительстве меньшинства под руководством премьер-министра Кима Кильсена. 8 февраля 2021 года Демократическая партия вышла из коалиции из-за недовольства сотрудничеством с «Сиумут» по поводу проекта добычи редкоземельных элементов на месторождении Кванефьельд. По результатам досрочных парламентских выборов 6 апреля Демократическая партия получила 9 % голосов и 3 из 31 мест в парламенте Гренландии (против 6 по результатам выборов 2018 года).
По результатам парламентских выборов 11 марта 2025 года «Демокраатит» стала крупнейшей в парламенте Гренландии. 28 марта Йенс-Фредерик Нильсен стал премьер-министром, сформирована коалиция, в которую вошли четыре из пяти партий, представленных в парламенте, — «Демокраатит», «Инуит Атакватигиит», «Сиумут» и «Атассут». Они имеют 23 из 31 мандатов.